# Marcus Vinícius Dias
Marcus Vinícius Dias   (Rio de Janeiro, 22 de gener de 1923 - 1992) fou un jugador de bàsquet brasiler que va competir durant la dècada de 1940.
El 1948 va prendre part en els Jocs Olímpics de Londres, on guanyà la medalla de bronze en la competició de bàsquet. En el seu palmarès també destaca la medalla d'or al Campionat sud-americà de bàsquet de 1945.